# 私がウォシャウスキー
『私がウォシャウスキー』（わたしがウォシャウスキー、原題: V.I. Warshawski）は、1991年に公開されたアメリカ映画。サラ・パレツキーの代表作であるV・I・ウォーショースキーシリーズの2作目『レイクサイド・ストーリー』が原作となっているが、登場人物の設定と内容は小説とは異なる。

## ストーリー
Ｖ・Ｉ・ウォシャウスキー（ キャスリーン・ターナー）はシカゴに住む独立独歩の私立探偵。大口の依頼を断り、友人サルのバーで酒を飲んでいたところ、有名な元ホッケー選手バーナード・“ブンブン”・グレーフォーク（スティーブン・メドウズ ）と知り合う。ブンブンと別れてから部屋へ戻ると、恋人の新聞記者マーリー・ライアスン（ジェイ・O・サンダース ）が上がり込んでいた。そこへブンブンが、やたら口汚く生意気な娘キャット（アンジェラ・ゲタルス）を伴いやって来る。トラブルに巻き込まれているらしいブンブンから1ドル出させて、正式な依頼人としたヴィクは、キャットをしばらく世話しなければならないはめになる。
そのブンブンがミシガン湖の埠頭で爆死した。現場にはブンブンの2人の兄ホートン（フレデリック・コフィン）とトランブル（チャールズ・マカーン）、ブンブンの元妻で現トランブル夫人のペイジ（ ナンシー・ポール ）がいた。悲嘆に暮れるキャットは母を毛嫌いしており、ヴィクにだけ心を開く。ヴィクは彼女から1ドル受け取り、ブンブン殺しの捜査に乗り出した。ヴィクは親友で初老の女医ロティにキャットを預け、マーリーに事情を調べてもらう。ブンブンら三兄弟は大規模な海運業者の跡取りで、売却を巡ってもめていたらしい。
ヴィクは、自分勝手なペイジ、風変わりな前衛芸術家トランブル、無愛想な実業家ホートンに会い、部屋に戻ったところ、2人の暴漢に襲われる。ヴィクの同級生でもあるギャングのアール（ウェイン・ナイト）の前に突き出されたヴィクは、事件から手を引けと警告され、袋だたきの目に遭う。さらに、父の親友で警部補のマロリー（チャールズ・ダーニング）にも同じ忠告を受けたヴィクは、マーリーの慰めを得て、キャットと二人三脚で捜査を始める。

トランブルとペイジには莫大な借金があり、会社を売却したがっているのに対し、ホートンはそれに反対しており、ブンブンは中に入って困っていたことをヴィクは探り出す。キャットが誘拐されそうになったり、アールに反撃したりしながら、ヴィクはついに真相にたどり着く。犯人はトランブルで、彼の狙いは会社の売却ではなく、日本の大企業スミトラ社が湖の再開発のために必要としているキャット所有の釣り小屋だった。キャットをさらったトランブルが埠頭で彼女を殺そうとするところへヴィクとマーリーが駆けつける。マーリーが撃たれ絶体絶命のとき、トランブルが倒れた。撃ったのは錯乱したペイジだった。キャットをも殺そうとするペイジをヴィクは撃ち殺した。事件解決後、ヴィクの意を受けたマーリーはペイジがキャットを殺そうとした事を伏せておくことに同意する。

## キャスト
| 役名                                   | 俳優                   | 日本語吹替 |
| -------------------------------------- | ---------------------- | ---------- |
| V・I・ウォシャウスキー                 | キャスリーン・ターナー | 戸田恵子   |
| マーリー・ライアスン                   | ジェイ・O・サンダース  | 江原正士   |
| ボビー・マロリー                       | チャールズ・ダーニング | 飯塚昭三   |
| キャット・グレーフォーク               | アンジェラ・ゲタルス   | 渕崎ゆり子 |
| ペイジ・ウィルソン・グレーフォーク     | ナンシー・ポール       | 勝生真沙子 |
| ホートン・グレーフォーク               | フレデリック・コフィン | 塚田正昭   |
| トランブル・グレーフォーク             | チャールズ・マカーン   | 池田秀一   |
| バーナード・"ブンブン"・グレーフォーク | スティーブン・メドウズ | 中村秀利   |
| アール・"ボーンヘッド"・スマイセン     | ウェイン・ナイト       | 安西正弘   |

- 日本語吹替その他：篠原恵美、池田勝、津久井教生、浅井淑子、糸博、小関一

## スタッフ
- 監督：ジェフ・カニュー
- 製作：ジェフリー・ルーリー
- 製作総指揮：ペニー・フィンケルマン・コックス、ジョン・P・マーシュ、ローレン・ウェイスマン
- 脚本：エドワード・テイラー、デヴィッド・アーロン・コーエン、ニック・ティール
- 原案：エドワード・テイラー
- 原作：サラ・パレツキー
- 撮影：ジャン・キーサー
- 音楽：ランディ・エデルマン
- 編集：デブラ・ニール・フィッシャー、キャロル・ティモシー・オミーラ

日本語版スタッフ
- 吹替演出：山田智明
- 吹替翻訳：進藤照光/高山美香
- 吹替制作：ビデオテック

## リリース
- 私がウォシャウスキー [DVD] 2003年6月20日 販売元：ブエナ・ビスタ・ホーム・エンターテイメント